# Idiodes argillina
Idiodes argillina là một loài bướm đêm trong họ Geometridae.